# Amphineurus pita
Amphineurus (Amphineurus) pita là một loài ruồi trong họ Limoniidae. Chúng phân bố ở miền Australasia.